# 陶馬希

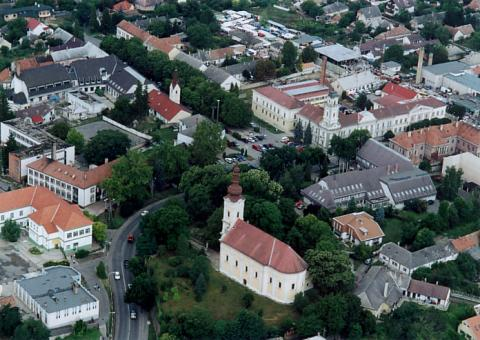

陶馬希是匈牙利的城鎮，位於該國南部，由托爾瑙州負責管轄，面積111.96平方公里，該地區自史前時代已有人類居住，2011年人口8,449，其中約七成居民信奉天主教。

## 外部連結
- Street map （页面存档备份，存于） （匈牙利文）